# RMS Queen Elizabeth
Az RMS Queen Elizabeth a Cunard Line hajózási cég óceánjárója volt, amely évtizedekig a világ legnagyobb utasszállító hajója volt. Nevét Erzsébet brit királynéról, VI. György brit király feleségéről kapta.
A John Brown & Company clydebanki (Skócia) hajóépítőműhelyéből futott ki 1938. szeptember 27-én, a második világháborúban csapatszállítónak használták, majd eredeti rendeltetésének megfelelően utasokat szállított. 1968-ban fejezte be a szolgálatot. Ekkor iskolahajóvá alakították volna, de 1972-ben egy tűz tönkretette. 1996-ig, a Carnival Destiny vízre bocsátásáig nem épült a Queen Elizabethnél nagyobb hajó.

## A háborúban
A Queen Elizabeth a kor egyik legnagyobb és leggyorsabb hajója, a Queen Mary váltótársának épült. A Queen Mary-től eltérően azonban a háború előtt meg sem kezdhette az atlanti-óceáni utasszállítást. Bár korábban bocsátották vízre, a háború kitörésekor még mindig a hajó felszerelésénél tartottak, és a tulajdonosok úgy ítélték meg, a Clyde folyón horgonyozva a hajó ki van téve a bombázások veszélyeinek. Bejelentették, hogy Southamptonba megy, hogy ott teljesen felszereljék, és 1940. március 3-án ki is futott. Amikor azonban Townley kapitány kinyitotta az írott utasításokat tartalmazó borítékot, meglepetésére azt a parancsot találta benne, hogy vigye a Queen Elizabethet New Yorkba. Abban az időben, amikor a hajónak Southamptonba kellett volna érnie, a várost bombázta a Luftwaffe.
New Yorkba érve a Queen Elizabeth a Queen Mary és a francia SS Normandie mellett vetett horgonyt. Ez volt az egyetlen alkalom, amikor a világ három legnagyobb óceánjáróját együtt lehetett látni.

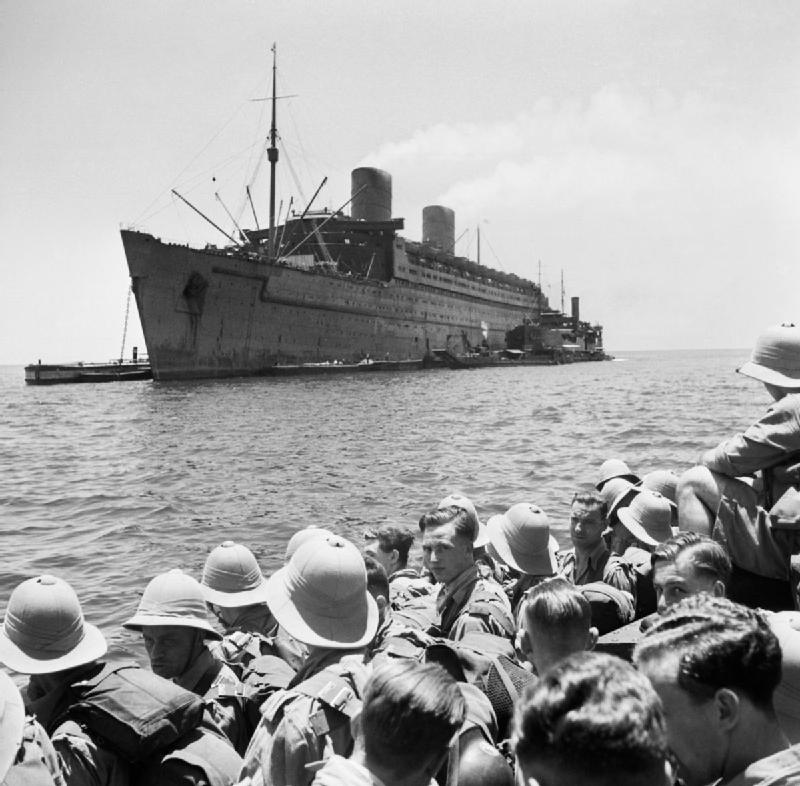
A Queen Eizabeth a háborúban

Szingapúrban, illetve Sydneyben a Queen Elizabethet és a Queen Maryt átalakították hadi célokra. Magas sebességük alkalmassá tette őket, hogy konvoj nélkül haladva nagy csapatkontingenseket szállítsanak anélkül, hogy különösebben tartaniuk kellett volna a náluknál lassabb német tengeralattjáróktól. Katonai pályafutása alatt a Queen Elizabeth több mint 750 000 katonát szállított és több mint 500 000 mérföldet tett meg.

## Az utasszállításban
A háború után a hajó eredeti célját tölthette be: a Queen Maryvel együtt, és az amerikai SS United States-szel versenyben hetente kétszer közlekedett New Yorkba. Ezek a hajók domináltak a transzatlanti közlekedésben, míg a vízi utasforgalom a gyorsabb és olcsó légiszállítás elterjedésével hanyatlani nem kezdett az 1950-es évek közepén. Rövid ideig a Queen Elizabeth kettős feladatot szolgált: amikor nem az óceánt szelte át, New York és a Bahamák kikötője, Nassau közt szállított utasokat. A Cunard végül mindkét nagy hajót kivonta a forgalomból és 1969-től a kisebb Queen Elizabeth 2-vel helyettesítette őket.

## A történet vége

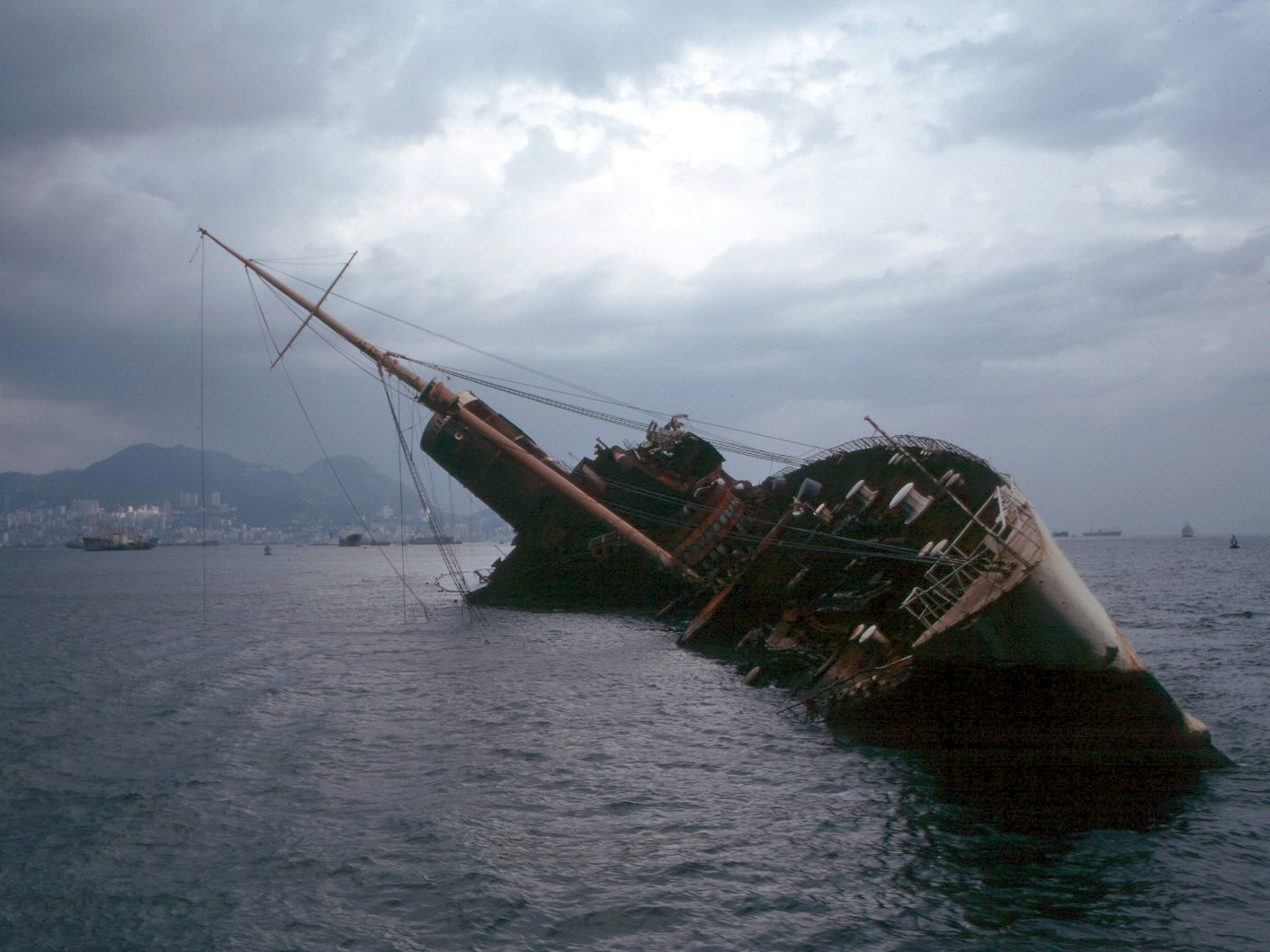
A Seawise University roncsa Hongkongban

1968-ban a Queen Elizabethet egy philadelphiai üzleti csoportnak adták el, akik hotelt és turistalátványosságot szerettek volna csinálni belőle a floridai Port Evergladesben, ahogyan ez a Queen Maryvel is történt. A pénzük azonban nem volt elég és emellett a hajót tűzveszélyesnek is ítélték, ezért 1970-ben a hongkongi C.Y. Tungnak adták el. (1969-ben a hajó kétszer is kigyulladt, egyszer gyújtogatás miatt).
Tung, az Orient Overseas Line cég feje, úszó egyetemet szeretett volna csinálni a hajóból. A cég hagyományainak megfelelően, Tung neve kezdőbetűit használva a hajót a Seawise University névre keresztelték át (C.Y. angolul kiejtve „szí váj”, seawise kiejtve „szívájz”).
Az átalakítás közben azonban Hongkong Victoria kikötőjében valószínűleg gyújtogatás következtében a hajó 1972. január 9-én kigyulladt és félig elsüllyedt.
A roncs rövid időre feltűnt a James Bond sorozat 1974-ben mozikba került epizódjában (Az aranypisztolyos férfi), amelyben James Bond Makaóból Hongkong felé utazva, egy szárnyas hajóból megpillantja a roncsot, majd később egy titkos MI6 központba viszik a roncs belsejébe.
Mivel a továbbiakban a roncs csak akadályozta volna a hajóforgalmat, a vízfelszín feletti részét 1974-75 között lerombolták, és újrahasznosították. Számos darabját megmentették, de a roncs 40-50%-a még most is a tengerfenéken van. Pozíciója: 22°19.717′N 114°06.733′E.
A második világháború kezdetén New Yorkban horgonyzó három hajóóriás közül már csak a Queen Mary létezik: az SS Normandie még a háború idején elsüllyedt.

## Fordítás
- Ez a szócikk részben vagy egészben  a   RMS Queen Elizabeth című angol Wikipédia-szócikk fordításán alapul.  Az eredeti cikk szerkesztőit annak laptörténete sorolja fel. Ez a jelzés csupán a megfogalmazás eredetét és a szerzői jogokat jelzi, nem szolgál a cikkben szereplő információk forrásmegjelöléseként.